# フランコ・フォーダ
フランコ・フォーダ（ Franco Foda, 1966年4月23日 - ）は、ドイツ・マインツ出身の元サッカー選手、監督。現役時代のポジションはセンターバックであり、西ドイツ代表にも選出された。

## 選手経歴
地元のクラブである1.FSVマインツ05でプレイしていたが、プロサッカー選手としてデビューをしたのは1.FCカイザースラウテルンであり、1983-84シーズンには3試合に出場した。その後はアルミニア・ビーレフェルト、1.FCザールブリュッケンへ移籍し、両方のクラブで1部と2部でのプレイを経験した。カイザースラウテルンへ復帰して3シーズンを過ごすことになり、1987年には西ドイツ代表に選出され、ブラジル代表戦、アルゼンチン代表戦の2試合に途中交代で出場した。
1990年に加入したバイエル・レバークーゼンではディフェンスラインの中心選手として活躍し、1993-94シーズンには4ゴールを挙げ、チームは3位でシーズンを終えた。その後はVfBシュトゥットガルト、FCバーゼル、SKシュトゥルム・グラーツでプレイし、2001年に35歳で現役を引退した。ドイツの1部リーグでは321試合に出場した。

## 監督経歴

### キャリア初期
現役引退後はSKシュトゥルム・グラーツでアシスタントコーチを務め、2002年9月から2002年11月まで監督代行を務めた。その後正式に監督となり、ジルベア・グレスが監督に就任する2003年6月4日まで監督を務めた。監督退任後はセカンドチームで監督を務め、2006年6月1日にトップチームの監督に昇格した。フォーダの下でチームは2010-11シーズンのオーストリア・ブンデスリーガと2009-10シーズンのオーストリア・カップのタイトルを獲得した。2011-12シーズン終了後に当初から監督を退任することが予定されていたが、オーストリア・カップ敗退後の2012年4月12日に監督を解任された。

### 1.FCカイザースラウテルン
2012年5月22日、2シーズンを過ごした後に1部から降格した1.FCカイザースラウテルンの監督に就任することが発表された。、2013年8月29日に監督を解任された。

### SKシュトゥルム・グラーツ復帰
2014年9月30日、SKシュトゥルム・グラーツの監督に復帰することが発表され、2014年10月4日のSVグレーディヒ戦が初陣となった。

### オーストリア代表
2017年10月、オーストリア代表の監督に就任することが発表された。

## パーソナルライフ
サッカー選手である息子のサンドロ・フォーダは自身が指揮を執っていた2007年にプロデビューを果たした。

## 獲得タイトル

### 選手として
1.FCカイザースラウテルン
- DFBポカール：1回（1989-90）

バイエル・レバークーゼン
- DFBポカール：1回（1992-93）

SKシュトゥルム・グラーツ
- オーストリア・ブンデスリーガ：2回（1997-98、1998-99）
- オーストリア・カップ：1回（1998-99）
- オーストリア・スーパーカップ：1回（1999）

### 監督として
SKシュトゥルム・グラーツ
- オーストリア・カップ：1回（2009-10）
- オーストリア・ブンデスリーガ：1回（2010-11）